# Jawornik (województwo małopolskie)
Jawornik – wieś w Polsce, położona w województwie małopolskim, w powiecie myślenickim, w gminie Myślenice. Zamieszkuje ją ponad 3412 mieszkańców (Dane z 2022 roku).

## Położenie
Jawornik położony jest w górnym biegu potoku Głogoczówka, w dolinie, której północne zbocza tworzy Pasmo Bukowca (455 m), a południowe Pasmo Barnasiówki zwane też Pasmem Dalina (566 m). Obydwa te pasma według Jerzego Kondrackiego, autora regionalizacji fizycznogeograficznej Polski należą do Pogórza Wielickiego.
Sąsiaduje z wsiami: Rudnik, Bęczarka, Krzyszkowice, Polanka i Bysina.
Przez miejscowość przechodzi łącząca Kraków z Zakopanem droga krajowa nr 7 (fragment międzynarodowej trasy E77), stanowiąca na tym odcinku część Zakopianki oraz droga wojewódzka nr 955 na odcinku Jawornik – Sułkowice.

## Integralne części wsi
| SIMC    | Nazwa    | Rodzaj     |
| ------- | -------- | ---------- |
| 0327853 | Bugaj    | przysiółek |
| 0327801 | Dół      | część wsi  |
| 0327818 | Góra     | część wsi  |
| 0327824 | Kotoń    | część wsi  |
| 0327830 | Syberia  | część wsi  |
| 0327847 | Tarnówka | część wsi  |

## Opis miejscowości
Jawornik jest największą wsią w gminie. W Jaworniku funkcjonuje parafia Podwyższenia Krzyża Świętego.
W latach 1954–1960 wieś należała i była siedzibą władz gromady Jawornik, po jej zniesieniu w gromadzie Myślenice. W latach 1975–1998 miejscowość administracyjnie należała do województwa krakowskiego.

## Historia
4 kwietnia 1944 Gestapo wraz z żandarmerią i policją spacyfikowali wieś. Śmierć w wyniku akcji poniosło 12 osób, 2 zostały ciężko ranne. Niemcy spalili 13 budynków.
28 maja 2010 roku opadająca woda po powodzi, odsłoniła niemieckie i rosyjskie pojazdy wojskowe z czasów II wojny światowej.

## Sport
- Klub sportowy LKS Jawor Jawornik.
- W 2004 roku zbudowano w Jaworniku amatorską skocznię narciarską Sokolica, zburzoną wiosną 2011 roku.